# ダウト (バンド)
ダウトは、日本のヴィジュアル系ロックバンド。2006年に活動開始。2007年3月4日に主催ライヴにて正式にダウト（D=OUT）として発表し本格的活動を開始。コンセプトに「愛国心的エンターティナー」を掲げている。2009年の初のヨーロッパツアーを皮切りに、ヨーロッパとアジアを中心とした日本国外でのライヴ活動も行っており、特に台湾での人気が高いとされる。
2010年7月にIndie PSCへ移籍。2011年7月27日にシングル「ROMAN REVOLUTION」で徳間ジャパンコミュニケーションズよりメジャーデビュー。2012年5月リリースのメジャー3rdシングル「あいするひと」は10カ国語バージョンのミュージックビデオが制作された。
2014年9月にドラムスのミナセが脱退。2015年8月、同年3月からサポートドラマーninjyaとして参加していた直人の加入が発表された。

## メンバー
- Vocal:幸樹（こうき）（ex.Mist of Rouge）
10月21日生まれ、兵庫県神戸市出身、血液型はAB型。
12012の塩谷朋之とは高校時代の同級生であり、大学1年の時に結成したバンドMist of Rougeのメンバーだった[6]。
2015年2月18日、ゴールデンボンバー鬼龍院翔の命名によるムード歌謡歌手「花見桜幸樹」としてソロデビュー[7]。
- Guitar:威吹（いぶき）（ex.ギルティ）
1月16日生まれ、神奈川県出身、血液型はB型。
リーダー。
- Guitar:ひヵる
11月27日生まれ、徳島県出身、血液型は不明とのこと。
愛犬の名前はオレオ、犬種はチワワ。
- Bass:玲夏（れいか）（ex.GRANDNUDE）
8月5日生まれ、青森県出身、血液型はB型。
魚と野菜が食べられない。
- Drums:直人（なおと）（ex.xTRiPx）
7月21日生まれ[8]、血液型はO型[8]。
2015年8月8日、渋谷TSUTAYA O-WESTのファンクラブ限定ライヴにて正式加入[5]。

### 旧メンバー
- Drums:ミナセ（ex.Mudgett）
3月2日生まれ、京都府出身、血液型はO型。
2014年3月22日、家庭の事情により卒業を発表[9]。同年9月23日の渋谷公会堂公演を以って卒業[10]。だがしかし、希に現れる。(顔出しは本人曰くNGだがいつもメンバーに晒されてしまう。)

## 来歴
- 2006年
  - 12月29日 目黒鹿鳴館にてシークレット活動開始
- 2007年
  - 1月12日〜2月20日 シークレット活動
  - 3月4日 新宿HOLIDAYにてD=OUT御披露目主催イベント「愛国黄昏劇場〜馴れ初め歓楽街編〜」を行い本格活動開始
  - 6月10日 高田馬場AREA 「平成バヴル」先行発売記念主催イベント「平成バヴルシアター」
  - 6月13日 高田馬場 びじゅなび主催
  - 8月10日 渋谷BOXXにて初無料単独公演「渋谷八・一〇事件」を行う
  - 10月12日 渋谷BOXX D=OUTpresents「白旗宣言」先行発売記念「白旗宣言声明台」
  - 12月25日 渋谷O-Crestにて単独公演X’mas special「魁アバンギャルド-満室騒ぎ-」を行う（当日ご入場の方全員に限定クリスマスプレゼント有）
  - 12月31日 高田馬場AREA
- 2008年
  - 3月7日 渋谷O-WESTにて結成1周年記念単独公演「万國、大東京」を行う
  - 6月13日 高田馬場AREA ダウトPresents
  - 8月22日 豊島公会堂にて初全席指定ホール単独公演「池袋炎上ノ乱」を行う
  - 10月19日 目黒鹿鳴館 幸樹バースデイ単独公演「HAPPY TREE WORLD」
  - 12月19日〜12月28日 四大都市単独公演Tour「明星ゴールデン」
  - 12月31日 横浜赤レンガ倉庫1号館3Fホール
  - 12月31日 高田馬場AREA
- 2009年
  - 4月15日バルセロナ (スペイン)Sala Salamandra 2
  - 4月17日 パリ (フランス) - Le Glazart
  - 4月18日 ケルン (ドイツ) Die Werkstatt
  - 4月19日 ベルリン (ドイツ) Columbia Club
  - 4月21日 ユトレヒト (オランダ) Tivoli de helling
  - 5月1日 府中の森芸術劇場ふるさとホールにて全席指定二周年記念単独公演「どえらい二周年記念祭」を行う
  - 6月5日〜6月23日 主催ツアー『真梅雨ノ武者修行TOUR』
  - 7月25日 恵比寿リキッドルームにて追加単独公演「真夏の極上リキッドルーム〜特盛編〜」を行う
  - 9月6日〜10月18日 単独公演「八大都市直下型猛暑ツアー'09」
  - 12月18日 原宿アストロホール自作自演感謝祭「野良猫の恩返し」を行う
- 2010年
  - 3月13日 台湾高雄音楽フェス「大港開唱（Megaport Festival）」
  - 3月19日〜4月25日 自作自演ツアー上巻『御礼参り EXPO'10〜(三)周年記念祭〜』
  - 5月28日〜6月26日 ダウト長期自作自演ツアー 下巻『御礼参りWORLD EXPO'10〜侍ジャポン〜』
  - 7月1日 SPEED DISKからIndie PSC.に移籍
  - 7月9日 Shibuya DUO -Music Exchange-
  - 7月11日〜7月28日 stylish wave MAX'10
  - 7月30日〜8月22日 森羅万象tour'10#3
  - 9月4日〜12月19日 ダウト武者修行四十七都道府県ツアー「LIVE BAND TOUR'10」
- 2011年
  - 1月5日 赤坂BLITZ「PS COMPANY PRESENTSダウト武者修行四十七都道府県ツアー千秋楽 自作自演ワンマン『LIVE BAND TOUR'10-LIVE!LIVE!LIVE-』」

2011年夏のメジャーデビューを発表
  - 1月15日 高田馬場AREA「PS COMPANY PRESENTS『地中楼閣-チチュウロウカク-その132』 〜賀正！新年SBD親善祭　編〜」
  - 1月20日 新宿LOFT「雨宮処凛presents 「バンギャル ア ゴーゴー」〜supported by master+mind〜」
  - 1月26日 Shibuya O-WEST「渋谷O-WESTでダウトと少女-ロリヰタ-23区が2マンをする日」
  - 1月31日 雨宮処凛presents「「バンギャル ア ゴーゴー」〜公開打ち上げ!!〜 新宿LOFTプラスワン」
  - 2月8日 Shibuya O-EAST「PS COMPANY PRESENTS『地中楼閣-チチュウロウカク-その134』〜新春拡大版〜」
  - 2月13日 なんばHatch「CROSS×SSORC 2011 vol.2」
  - 2月15日 高田馬場AREA「Strange Valentine Showcase〜Bitter Box〜」
  - 2月21日 名古屋E.L.L「E.L.L&SPEED DISK PRESENTS〜森羅万象 in MID SIDE」
  - 3月4日 高田馬場AREA「PS COMPANY PRESENTS「野良猫の恩返し〜祝!四周年記念祭〜」」
  - 3月7日 SHIBUYA-AX「SPEED DISK PRESENTS〜森羅万象DX」
  - 4月3日〜5月5日 PS COMPANY PRESENTS ダウト自作自演LAST INDIES TOUR【絆-kizna-】
  - 5月21日 PS COMPANY PRESENTS BORN主催『bug screamo Vol.10』 高田馬場AREA
  - 5月28日〜5月29日 台湾台北TheWALL「ダウト自作自演LAST INDIES TOUR in台湾」
  - 6月3日〜6月25日 PS COMPANY PRESENTS「TRIBAL ARIVALL TOUR 2011」
  - 7月20日〜7月28日 PS COMPANY presents　キラキラ☆サマー☆タイフーン!! Tour 2011
  - 7月27日 徳間ジャパンコミュニケーションズよりメジャーデビュー
  - 8月8日 ダウトオフィシャルファンクラブ「ZIPANG」発足
  - 8月11日〜8月17日 C.C.Lemon Hall「PS COMPANY presents Peace & Smile Carnival 2011 SHIBUYA 7DAYS at C.C.Lemon Hall」
  - 9月3日 札幌cube garden「『AV LIVE CHANNEL (side:V)』AIR-G'(FM北海道)「AV Music Channel」番組連動イベント」
  - 9月25日 高田馬場AREA「PS COMPANY PRESENTS『地中楼閣-チチュウロウカク-その150』」
  - 10月23日 さいたまスーパーアリーナ「V-ROCK FESTIVAL'11」
  - 11月17日 柏PALOOZA「DAMN ROCKERS 2011 〜東日本チャリティーイベント〜」(THE 東京 HIGH BLACK)
  - 11月23日 SHIBUYA-AX「PS COMPANY PRESENTS ダウト自作自演ONEMAN LIVE「Life is LIVE'11〜まさに人生とはライブだ！〜」」
  - 12月15日〜1月18日 少女-ロリヰタ-23区 Presents「THE LIVE 5」
  - 12月31日 高田馬場AREA「FINAL 2011」
  - 12月31日 福岡DRUM Be-1「SKULLROSE PRESENTS 【COUNTDOWN SKULL 11-12】」
- 2012年
  - 1月8日クラブチッタ川崎「HOT WAVE 大感謝祭」
  - 3月3日 池袋EDGE「FC ZIPANG 限定交流会「D=OUTに対抗すべくMUSIC NIPPON初披露＆育成会」」（※FC限定ライブ）
  - 3月4日 新宿BLAZE「◇The 5th Anniversary year◇夢のドリームマッチが実現！「ダウトvs D=OUT〜祝 五周年記念祭〜」」
  - 3月18日〜5月20日 ◇The 5th Anniversary year◇ダウト自作自演弾丸ツアー！「FESTA NIPPON !!」
  - 6月22日〜6月24日 ◇The 5th Anniversary year◇ダウト自作自演海外ツアー！「FESTA ASIA!!」
  - 6月29日Zepp Tokyo「AREA 15th ANNIVERSARY」
  - 8月4日 SHIBUYA-AX「a-nation musicweek Charge ▶ Go! ウイダーinゼリー　V-NATION」
  - 9月29日〜10月21日 PS COMPANY PRESENTS TRIBAL ARIVALL TOUR 2012
  - 11月3日 ZEPP TOKYO「JROCK EVOLUTION 2012」
  - 12月30日 国立代々木競技場 第二体育館 「The 5th Anniversary yearに華咲かす為ダウトとD=OUTが手を組んだ!? 極上のダウト愛を込めて全身全霊でお贈りする見納めのドリームステージ！「THE FINALE」」
- 2013年
  - 1月16日 SUNPHONIX HALL in YOKOHAMA ARENA「FC ZIPANG SPECIALS 横浜ナイトフィーバー 〜威吹誕生祭〜」
  - 3月3日 Shibuya O-EAST「ダウト 自作自演 (祝) 六周年記念祭「ダウト 全身全霊 AWARD 2013」」
  - 3月15日 札幌cube garden「AV LIVE CHANNEL (side:V)」
  - 3月29日 豊島公会堂「EDGE Ikebukuro 1st Anniversary 『池袋スタンダード』」
  - 5月3日〜6月8日 ダウト 自作自演 武者修行ツアー上巻 -Spring Tour 2013-「歌舞伎デスコ」
  - 6月12日〜6月23日 ダウト 自作自演 武者修行ツアー中巻-我愛你 Tour 2013-「ASIA DISCO」
  - 7月27日〜8月18日 全てのダウトマニアに捧ぐ真夏の祭典！ FC ZIPANG SPECIALS 「洗脳」ツアー！ 「ダウトサマーコレクション2013」
  - 8月7日 渋谷公会堂「MOSH presents "TOKYO MOSH PIT"」
  - 8月25日 CLUB CITTA'川崎「stylish wave MAX '13」
  - 10月4日〜10月26日 PSCOMPANY PRESENTS「TRIBAL ARIVALL TOUR 2013」
  - 10月21日 幸樹、人生初の自作自演単独公演「幸の恩返し」
  - 11月16日 Singapore Marina Promenade「Sundown Festival 2013」
  - 11月22日 高田馬場AREA「運命と武士Tour'13 ハートに火がついた!」（※玲夏参加）
  - 11月29日 中野サンプラザホール「ダウト 自作自演 武者修行ツアー下巻 -GRAND FINALE-「活劇ブロードウェイ」」
  - 12月4日 幕張メッセ(11ホール)「AEON DREAM GATE FES」
- 2014年
  - 1月5日 SHIBUYA-AX「TOKYO MOSH PIT Vol.2」
  - 1月12日 渋谷公会堂「ZEAL LINK 7th Anniversary」
  - 2月8日〜3月1日 ダウト 絶頂 Zepp TOUR'14 「(再)教育」
  - 2月22日〜2月23日 ダウト弾丸韓国サランヘヨ単独公演！ 「MATSURI A GO! GO!」
  - 3月4日〜3月22日 ダウト(祝) 七周年記念祭マンスリーサーキット！「ZENSHINZENREI LUCKY➆」

ミナセがダウトの卒業と音楽活動を終了することを発表
  - 3月30日 豊島公会堂「EDGE Ikebukuro 2nd Anniversary『池袋スタンダード』」
  - 4月11日 高田馬場AREA「Kraタイバンイベント『テレホンブッキング 〜第1夜〜』」（※幸樹が美寿亜流ひとりとして参加）
  - 4月12日 高田馬場AREA「Kraタイバンイベント『テレホンブッキング 〜第2夜〜』」（※ダウト5人で美寿亜流ごにんとして参加）
  - 6月13日〜7月8日 〜ダーツの刺さった都道府県で馬鹿騒ぎライブをします〜 「第一回ダ！ダ！ダ！ダーツの旅ツアー」
  - 7月10日 台湾台北音楽フェス「貢寮國際海洋音樂祭（Ho-hai-yan Rock Festival）」
  - 7月13日 ダウト自作自演【絆-kiz[U]na-】TOUR'14 "全身全霊永久不滅" in 台北
  - 7月16日 高田馬場AREA PS COMPANY PRESENTS「真夏のガチバトル!!」（ダウト vs SCREW）
  - 8月5日 渋谷vuenos 玲夏Presents 「F♥ckin'HappYYYYY Day」
  - 8月8日〜9月23日 ダウト自作自演【絆-kiz[U]na-】TOUR'14 「我ガ全身全霊魂ハ永久二不滅ナリ」
  - 8月10日 大阪BIG CAT「stylish wave CIRCUIT '14 夏の陣“今宵狂乱”」
  - 8月31日 日比谷野外音楽堂「ESP Entertainment Group Presents『stylish wave ILLUSION '14 “真夏の狂宴”』」

## ディスコグラフィ

### シングル

#### インディーズ
| 1st        | 2007年3月4日   | フラッシュバック          | DT-001 | 無料配布                    |
| 2nd        | 2007年6月22日  | 平成バヴル                | DT-002（通常盤） DT-003（通常限定盤） DT-004（会場限定盤）                                                    | 限定1000枚                  |
| 3rd        | 2007年8月10日  | 平成バヴル                | DT-006（八・一〇事件盤）                                                                                      |                             |
| 4th        | 2007年8月17日  | 平成バウル                | DT-005（完売御礼盤）                                                                                          |                             |
| SPEED DISK |                |                           | |                             |
| 5th        | 2007年10月24日 | 白旗宣言                  | S.D.R-148（全国限定盤） S.D.R-148（会場限定盤）                                                               | 限定1000枚 インディーズ18位 |
| 6th        | 2007年12月19日 | ばら色の人生              | S.D.R-152（全国限定盤） S.D.R-152（会場限定盤）                                                               | 限定1000枚 インディーズ14位 |
| 7th        | 2008年2月27日  | 万國、大東京/赤い傘と貴女 | S.D.R-157（全国限定盤） S.D.R-157（会場限定盤）                                                               | 限定1000枚 インディーズ11位 |
| 8th        | 2008年3月7日   | 棘                        | | 無料配布                    |
| 9th        | 2008年12月17日 | 明星オリオン              | GNCL-7910（TYPE-A初回盤） GNCL-7911（TYPE-B初回盤） GNCL-7912（TYPE-C通常盤）                                 | 44位 インディーズ3位        |
| 10th       | 2009年4月22日  | 花咲ビューティ            | GNCL-7913（TYPE-A） GNCL-7914（TYPE-B） GNCL-7915（TYPE-C）                                                   |                             |
| 11th       | 2009年8月26日  | 青い鳥                    | GNCL-7916（初回盤TYPE-A） GNCL-7917（初回盤TYPE-B） GNCL-7918（初回盤TYPE-C）                                 | 33位 インディーズ2位        |
| Indie PSC. |                |                           | |                             |
| 12th       | 2010年9月8日   | サイケデリコ∞サイケデリコ | PSIM-30022（初回盤A） PSIM-30023（初回盤B） PSIM-20019（通常盤）                                              | 26位 インディーズ1位        |
| 13th       | 2011年3月16日  | ONE                       | PSIM-30026（初回盤A） PSIM-30027（初回盤B） PSIM-20021（通常盤）                                              | 14位 インディーズ1位        |
| SPEED DISK |                |                           | |                             |
| 14th       | 2016年7月27日  | LAUGH PLAY                | S.D.R-296-A（初回限定盤） S.D.R-296-B（通常盤）                                                               | 46位                        |
| 15th       | 2016年11月16日 | 卍                        | S.D.R-302-A（全身全霊豪華盤） S.D.R-302-B（初回限定盤） S.D.R-302-C（通常盤）                                 | 60位                        |
| 16th       | 2017年4月26日  | バクチ/魁swallowtail      | S.D.R-311-D（全身全霊テープ盤） S.D.R-311-A（全身全霊豪華盤） S.D.R-311-B（初回限定盤） S.D.R-311-C（通常盤） | 39位                        |
| 17th       | 2018年5月23日  | 閃光花火                  | S.D.R-330-A（初回限定盤） S.D.R-330-B（通常盤）                                                               | 21位                        |
| 18th       | 2018年12月19日 | 金魚蜂                    | S.D.R-341-A（初回限定盤） S.D.R-341-B（通常盤）                                                               | 21位                        |

#### メジャー
| 枚  | 発売日         | タイトル           | 規格品番 | 最高位                     |
| --- | -------------- | ------------------ | --- | -------------------------- |
| 1st | 2011年7月27日  | ROMAN REVOLUTION   | TKCA-73669（初回限定盤寿） TKCA-73670（初回限定盤魅） TKCA-73674（通常盤）                                                          | 22位                       |
| 2nd | 2011年11月2日  | 全身全霊LIVES      | TKCA-73707（初回限定盤A） TKCA-73708（初回限定盤B） TKCA-73712（通常盤）                                                            | 15位                       |
| 3rd | 2012年5月2日   | あいするひと       | TKCA-73764（初回限定盤A） TKCA-73765（初回限定盤B） TKCA-73769（通常盤）                                                            | 16位                       |
| 4th | 2012年11月14日 | 中距離恋愛         | TKCA-73846（初回限定盤A[東京盤]） TKCA-73847（初回限定盤B[大阪盤]） TKCA-73848（通常盤A[東日本盤]） TKCA-73849（通常盤B[西日本盤]） | 12位 演歌・歌謡チャート1位 |
| 5th | 2013年6月26日  | 恋アバき、雨ザラし | TKCA-73910（初回限定盤A） TKCA-73911（初回限定盤B） TKCA-73912（通常盤A） TKCA-73913（通常盤B）                                     | 10位                       |
| 6th | 2013年10月30日 | 感電18号           | TKCA-74000（初回限定盤A） TKCA-74001（初回限定盤B） TKCA-74002（通常盤A） TKCA-74003（通常盤B）                                     | 12位                       |
| 7th | 2014年5月21日  | ざんげの花道       | TKCA-74076（初回限定盤A） TKCA-74077（初回限定盤B） TKCA-74078（通常盤）                                                            | 12位                       |
| 8th | 2015年10月28日 | 恋ができない       | TKCA-74264（初回限定盤A） TKCA-74265（初回限定盤B） TKCA-74269（通常盤）                                                            | 36位                       |

#### 配信限定シングル
|      | 発売日         | タイトル           |
| ---- | -------------- | ------------------ |
| 27th | 2020年8月30日  | 君を想ふ           |
| 28th | 2020年12月5日  | 鬼願               |
| 29th | 2021年4月30日  | 赤春の林檎         |
| 30th | 2021年8月12日  | オドロ             |
| 31st | 2021年11月26日 | ハイカラハイカブリ |
| 32nd | 2022年1月13日  | REBIRTH DAY TO U   |
| 34th | 2023年8月1日   | 夜叉               |
| 37th | 2024年1月1日   | かぐやノすゝめ     |

### アルバム

#### インディーズ
| 枚  | 発売日        | タイトル         | 規格品番                                                                                   | 最高位                 |
| --- | ------------- | ---------------- | ------------------------------------------------------------------------------------------ | ---------------------- |
| 1st | 2008年4月30日 | 浪漫静脈的茶番劇 | SDR-160                                                                                    | 圏外                   |
| 2nd | 2008年5月28日 | 浪漫動脈的茶番劇 | SDR-163                                                                                    | 244位                  |
| 3rd | 2008年8月13日 | ZIPANG           | SDR-171A（初回限定盤A） SDR-171B（初回限定盤B）                                            | 140位 インディーズ11位 |
| 4th | 2009年7月22日 | 登龍門           | GNCL-7013                                                                                  | 125位                  |
| 5th | 2010年3月10日 | CARNIVAL浮世     | GNCL-7018（初回限定盤A 〜大〜） GNCL-7019（初回限定盤B 〜吟〜） GNCL-7020（通常盤 〜醸〜） | 41位                   |
| 6th | 2017年10月4日 | 伝統芸能         | DT-008（会場限定海賊盤） S.D.R-321（全身全霊流通盤）                                       | 51位                   |
| 7th | 2020年2月26日 | 曼陀羅A          | S.D.R357（全身全霊流通盤） DT015（全身全霊海賊盤）                                         | 35位                   |

#### メジャー
| 枚  | 発売日        | タイトル           | 規格品番                                                                                  | 最高位 |
| --- | ------------- | ------------------ | ----------------------------------------------------------------------------------------- | ------ |
| 1st | 2012年2月8日  | MUSIC NIPPON       | TKCA-73731（初回限定盤 -大-） TKCA-73732（初回限定盤 -吟-） TKCA-73736（初回限定盤 -醸-） | 18位   |
| 2nd | 2012年8月15日 | high collar        | TKCA-73790（初回限定和食盤） TKCA-73791（初回限定洋食盤） TKCA-73792（中華盤）            | 16位   |
| 3rd | 2013年2月20日 | 歌舞伎デスコ       | TKCA-73861（初回限定盤 (大)） TKCA-73862（初回限定盤 (吟)） TKCA-73863（通常盤 (醸)）     | 10位   |
| 4th | 2014年1月22日 | 活劇ブロードウェイ | TKCA-74060（初回限定盤A） TKCA-74061（初回限定盤B） TKCA-74062（通常盤）                  |        |
| 5th | 2014年7月23日 | 全身全霊謳歌集     | TKCA-74101（完全数量限定豪華盤） TKCA-74102（初回限定盤） TKCA-74103（通常盤）            |        |
| 6th | 2016年1月6日  | 心技体             | TKCA-74321（初回限定盤[大]） TKCA-74322（初回限定盤[吟]） TKCA-74326（通常盤[醸]）        |        |

### 映像作品
| 発売日        | タイトル                                                                                           | 規格品番                                        |
| ------------- | -------------------------------------------------------------------------------------------------- | ----------------------------------------------- |
| 2010年9月29日 | 御礼参り EXPO'10                                                                                   | PSID-30009                                      |
| 2011年7月6日  | ダウト自作自演 LAST INDIES TOUR 【絆-kizna-】at渋谷C.C.Lemonホール                                 | PSID-30011                                      |
| 2013年4月24日 | The 5th Anniversary year 「THE FINALE」 紅!白!御祭り騒ぎ 2012年12月30日@国立代々木競技場第二体育館 | TKBA-1180（初回限定版紅） TKBA-1185（通常版白） |

### 参加作品
| 発売日        | タイトル                          | 規格品番   | 備考                                       |
| ------------- | --------------------------------- | ---------- | ------------------------------------------ |
| 2008年6月11日 | CANNONBALL vol.4                  | TKCA-73925 | 「フラッシュバック」「赤い傘と貴女」を収録 |
| 2013年7月3日  | hide TRIBUTE III -Visual SPIRITS- | VPCC-84439 | 「DOUBT」を収録                            |

## タイアップ一覧
| 使用年 | 曲名                         | タイアップ                                                                                              |
| ------ | ---------------------------- | --- |
| 2009年 | 青い鳥                       | 日本テレビ系『日テレジェニックの穴』2009年9月度エンディングテーマ                                       |
| 2010年 | SUNRISE                      | テレビ東京系『ピラメキーノ』2010年3月度エンディングテーマ                                               |
| 2011年 | 全身全霊LIVES                | テレビ東京系『開運!なんでも鑑定団』2011年10〜12月度エンディングテーマ                                   |
| 2011年 | 全身全霊LIVES                | ニコニコ生放送音楽番組『おとちぇき!!』2011年11月度オープニングテーマ                                    |
| 2012年 | MUSIC NIPPON                 | テレビ東京系『Vの流儀』2012年2月度エンディングテーマ                                                    |
| 2012年 | ハイカラベイベ               | TBS系『アッコにおまかせ!』2012年8・9月度エンディングテーマ                                              |
| 2012年 | 中距離恋愛〜東京編（本編）〜 | 日本テレビ系『ハッピーMusic』2012年11月度エンディングテーマ                                             |
| 2012年 | 中距離恋愛〜大阪編〜         | 朝日放送テレビ『ビーバップ!ハイヒール』11月度エンディングテーマ                                         |
| 2012年 | 中距離恋愛〜名古屋編〜       | メ〜テレ『ザキロバ!アシュラのススメ』11月度エンディングテーマ                                           |
| 2012年 | 中距離恋愛〜福岡編〜         | RKB毎日放送『チャートバスターズR!』11月度マンスリーアーティスト                                         |
| 2012年 | 中距離恋愛〜札幌編〜         | テレビ北海道『遊びなDJサタデー』11月度エンディングテーマ                                                |
| 2012年 | 中距離恋愛〜仙台編〜         | 東北放送『One Switch Cafe』11月エンディング曲                                                           |
| 2013年 | 恋アバき、雨ザラし           | 日本テレビ系『徳井と後藤と麗しのSHELLYが今夜くらべてみました』2013年6月度エンディングテーマ             |
| 2013年 | 感電18号                     | CBCテレビ『ピーパーTVさがせ!ピーチクパーチク』11月度エンディングテーマ                                  |
| 2014年 | ざんげの花道                 | 日本テレビ系『徳井と後藤と麗しのSHELLYが今夜くらべてみました』2014年4月度エンディングテーマ             |
| 2018年 | 閃光花火                     | 日本テレビ系『ウチのガヤがすみません!』2018年5月エンディングテーマ                                      |
| 2021年 | REBIRTH DAY TO U             | TOKYO MXドラマ『夜光漂流 MIDNIGHT JELLYFISH』挿入歌                                                     |
| 2022年 | KYOKUTOU OGRE                | STARCAT CABLE NETWORK『～V援隊～V系の幕開けぜよ!! supported by Vijuttoke』2022年9月度オープニングテーマ |

## 出演
インターネットラジオ
- LIVE CAST「野良猫放送局」第2・第4月曜 20:30 - 21:00（2010年7月26日 - 2012年8月6日）
- ニコニコ生放送「野良猫放送局」毎月1回（2012年9月25日 - ）

ラジオ
- FM FUJI「ダウトのRADIO! FEVER! YEAH!」毎週土曜日　24:00 - 25:00（2011年8月6日 - 2014年3月29日）

ネット
- ニコニコ生放送「ダウトの野良猫TV」不定期（2011年10月9日 - ）